# رودولف إرنست
ولد الرسام رودولف ارنست في فيينا سنة 1854 و توفي سنة 1932 .
- يعد رودولف ارنست من الرسامين المستشرقين الأوربيين الذين فتنوا في سحر الشرق .

## مسيرته
التحق بأكاديمية الفنون الجميلة في فيينا و عمره 15 سنة، أكمل دراسته في روما , حيث أصبح مهتما برسم المناظر الطبيعية الإيطالية والشخصيات الكلاسيكية.
سافر إلى الشرق المتوسط، بعد ذلك زار أيضا المغرب و إسبانيا و تركيا .
- في عام 1877 عرض للمرة الأولى بقاعة الفنانين الفرنسيين في باريس.

## معرض الصور

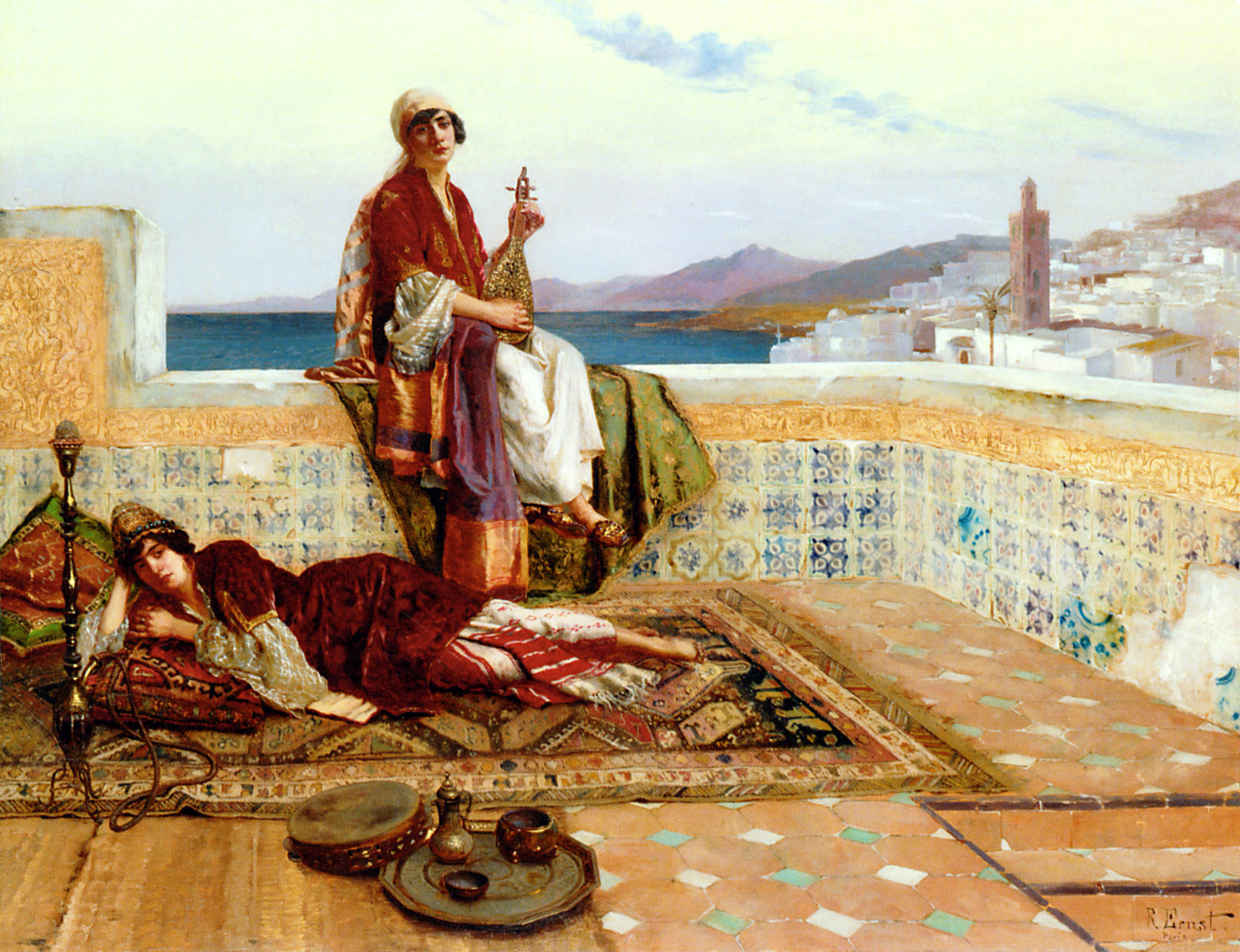
سيدات من طنجة
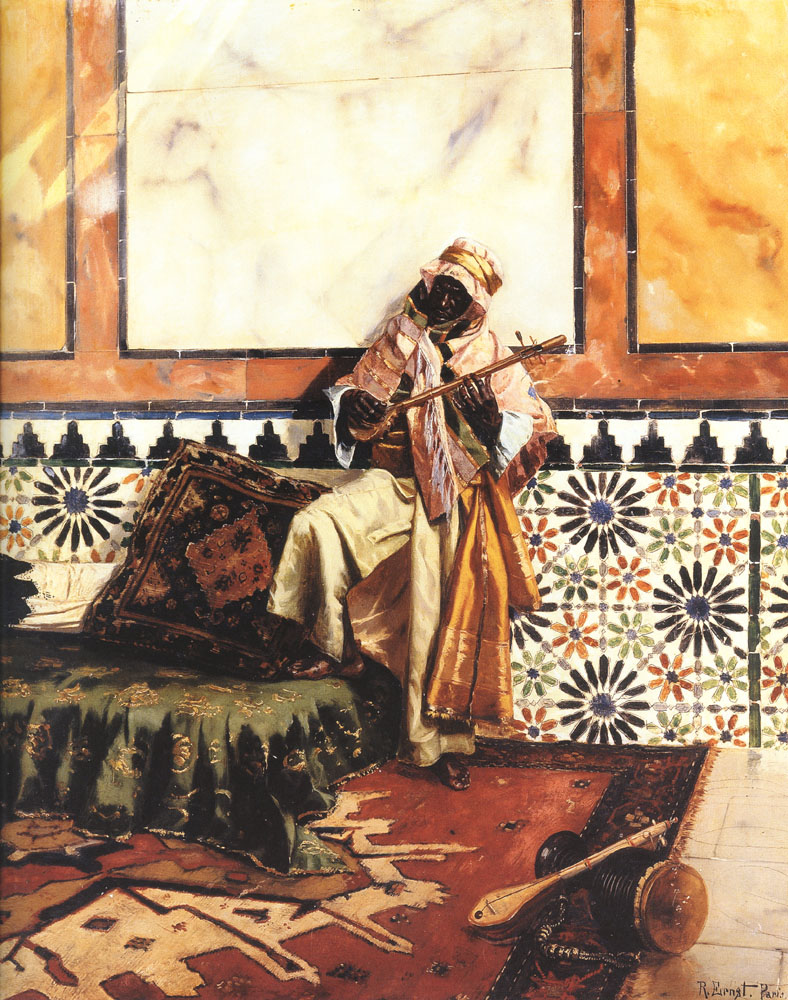
غناوة في شمال أفريقيا
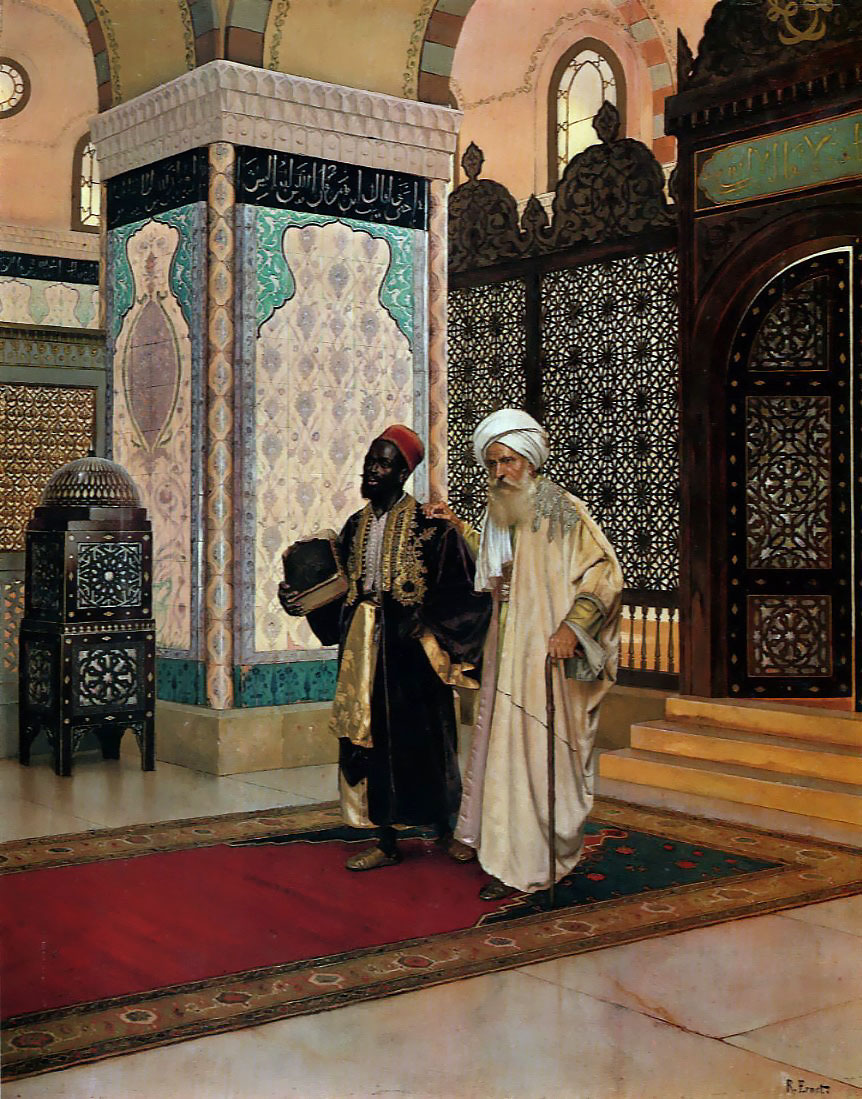
بعد الصلاة

## وصلات خارجية
- أدريان ماثام
- ادوين لورد ويكس
- ماريانو فورتوني